# Margriet Jongerius
Margriet Jongerius (Vleuten de Meern, 1956) is een Nederlands GroenLinks politica. Zij was wethouder in Utrecht.

## Levensloop voor de politiek
Na het Atheneum Bèta aan het Niels Stensen College in Utrecht, volgde Jongerius de opleiding Andragologie bij de Universiteit Utrecht.
Tussen 1981 en 2007 werkte Jongerius in loondienst voor verschillende organisaties: onder andere voor de Universiteit Utrecht als wetenschappelijk medewerker samenlevingsopbouw, als directeur Vrijwilligerscentrale Amsterdam, als directeur van een bureau voor sociale projectontwikkeling in Rotterdam, als hoofd van de afdeling Werk, inkomen en zorg Amstelveen, als programmamanager van het Steunpunt SUWI-Gemeenten op het Ministerie van Sociale Zaken en Werkgelegenheid, als directievoorzitter bij de Hogeschool de Horst in Driebergen en als directeur van de dienst Sociale zaken en arbeidsmarktbeleid van de gemeente Leiden.  
Tussen 2006 en 2014 werkte ze als zelfstandig verandermanager. Ze werd onder andere ingezet als Sectorhoofd Mens & Maatschappij van de gemeente Eindhoven, kwartiermaker Ministerie van Sociale Zaken en Werkgelegenheid rond de Wet Gemeentelijke Schuldhulpverlening en als programmamanager rond de Wet Inburgering en Wet Participatiebudget voor de gemeente Amsterdam. Gedurende haar loopbaan volgde zij diverse opleidingen op het gebied van verandermanagement, communicatie, toezichthouden, financiën en bedrijfskunde.

## Als wethouder
In 2014 werd Jongerius wethouder voor GroenLinks in Utrecht. Zij was verantwoordelijk voor Welzijn, Zorg en maatschappelijke ondersteuning, Wijkgericht werken en participatie, Cultuur. Tevens was zij wijkwethouder voor Noordwest Utrecht. Ze trad voortijdig af op 9 november 2015, omdat ze vond dat ze niet gedijt in de politieke arena.

## Persoonlijk
Jongerius heeft samen met haar partner een dochter. Zij is de zus van ex-FNV-voorzitter en PvdA-Europarlementariër Agnes Jongerius.